# Tàngara de flancs bruns
La tàngara de flancs bruns (Thlypopsis pectoralis) és un ocell de la família dels tràupids (Thraupidae).

## Hàbitat i distribució
Habita zones arbustives a les vesants de les muntanyes, a la llarga de rierols i clars del bosc dels Andes, al centre del Perú.